# Spy Ship (film)
Spy Ship (Nava de spionaj) este un film B dramatic american Warner Bros. din 1942, regizat de B. Reeves Eason⁠(d) și scris de Robert E. Kent⁠(d). Filmul, o refacere a filmului Fog Over Frisco⁠(d), care s-a bazat pe povestirea The Five Fragments de George Dyer⁠(d), îi are în distribuție pe actorii Craig Stevens, Irene Manning (interpretează un personaj bazat pe Laura Ingalls⁠(d)), Maris Wrixon, Tod Andrews⁠(d), Peter Whitney⁠(d) și John Maxwell⁠(d). Filmul a fost lansat de Warner Bros. la 6 iunie 1942. 

## Rezumat
„Un reporter de radio începe să bănuiască că un colaborator al postului său își poate folosi poziția ei pentru a transmite informații despre transporturi către spionii inamici. Cu ajutorul surorii fetei, el își propune să-l expună pe spion și gașca ei de naziști.”

## Distribuție
- Craig Stevens – Ward Prescott
- Irene Manning – Pam Mitchell
- Maris Wrixon – Sue Mitchell
- Tod Andrews⁠(d) – Gordon Morrel
- Peter Whitney⁠(d) – Zinner
- John Maxwell⁠(d) – Ernie Haskell
- William Forrest⁠(d) – Martin Oster
- Roland Drew⁠(d) – Nils Thorson
- George Meeker⁠(d) – Paul
- George Irving – Harry Mitchell
- Frank Ferguson⁠(d) – Burns
- Olaf Hytten⁠(d) – Drake
- Jack Mower⁠(d) – inspectorul Bond
- Keye Luke⁠(d) – Koshimo Haru